# Койот (телесеріал)
«Койот» (англ. Coyote) — американська кримінальна драма, в головній ролі зіграв актор Майкл Чикліс. Прем'єра відбулась 7 січня 2021 року на Paramount+.

## Сюжет
Бен Клемонс 32 роки пропрацював в якості прикордонника між Мексикою і Америкою. З деяких причин він опиняється «перекинутим» по той бік стіни, більш того, йому доводиться взаємодіяти з людьми, яких він все життя намагався не підпускати до кордону… Глибше занурюючись в життя по той бік стіни, Бен починає усвідомлювати обмеженість свого сприйняття світу і те, що він помилково ділить все, що відбувається на «чорне» і «біле».

## У ролях

### Основний склад
- Майкл Чикліс — Бен Клемонс
- Хуан Пабло Раба — Хуан Дієго
- Адріана Пас — Сільвія Пенья
- Крістіан Феррер — Данте
- Октавіо Пізано — Султан
- Хуліо Седільо — Нето Мендес
- Наталія Кордова-Баклі — Палома Замора (дружина Хуана Дієго)

## Виробництво

### Розробка
Про розробку серіалу було вперше оголошено 1 травня 2019 року. 26 червня 2019 року стало відомо, що Paramount Network віддала Coyote замовлення на випуск 10 серій прямо в серію. 19 листопада 2020 року було оголошено, що серіал дебютує на CBS All Access, а не на Paramount Network.

### Зйомки
Зйомки проходили в Нижній Каліфорнії в січні 2020 року.